# Браузеры на базе Chromium
Браузеры на базе Chromium представляют собой перечень интернет-обозревателей, созданных на основе Chromium.

## Причины популярности Chromium как базы для создания других браузеров
Chromium является бесплатным браузером с открытым, гибким исходным кодом, созданным компанией Google в 2008 году. Kод программы позволяет изменять, добавлять, удалять или дорабатывать любые элементы/функции/приложения браузера.
При запуске ПО на рынок компания Google заявила, что любой человек может использовать исходный код их браузера для создания своих проектов. Также, если в коде Chromium происходят какие-то изменения (исправляются ошибки или баги, добавляются новые функции и т. д.), его обновлённые версии должны автоматически добавляться на сайт Chromium в открытый доступ, давая возможность другим разработчикам использовать полученный опыт.

## Сравнительная таблица браузеров
После выхода Chromium компании из разных стран, взяв за основу его исходный код, стали создавать свои варианты интернет-обозревателей. Основными отличиями таких браузеров от своего прототипа является интеграция дополнительных функций.
| Браузер                                                                 | Год выхода | Страна         | Компания разработчик  | Операционные системы    | Дополнительные функции | Статус проекта                         |
| ----------------------------------------------------------------------- | ---------- | -------------- | --------------------- | ----------------------- | --- | -------------------------------------- |
| AVG Secure Browser Архивная копия от 17 августа 2019 на Wayback Machine | 2019       | Чехия          | AVG Technologies      |                         | AVG Secure Browser — это веб-браузер со встроенными функциями безопасности и конфиденциальности, разработанный AVG для обеспечения безопасности в интернете, особый Центр безопасности и конфиденциальности включает в себя набор инструментов и функций, которые позволяют управлять своей конфиденциальностью в сети, идентификационными или личными данными. Безопасный браузер предлагается при установке последней версии антивируса AVG. | В активной разработке                  |
| 360 Extreme Explorer                                                    | 2016       | Китай          | Qihoo Software        | Windows                 | Основан на двух движках: Trident и Chromium. | В активной разработке                  |
| AcWebBrowser                                                            | ?          | США            | AutoDESK              |                         | Основан на Chromium, внутренний браузер AutoCAD'а | В активной разработке                  |
| Avast Secure Browser                                                    | 2016       | Чехия          | AVAST Software        | Windows, MacOS, Android | Поставляется с собственным Центром управления безопасностью и конфиденциальностью, благодаря которому пользователи легко смогут управлять функциями безопасности и защиты персональных данных. | В активной разработке                  |
| Beaker                                                                  | 2017       |                |                       | Windows, MacOS, Linux   | Поддерживает протокол Dat — полностью децентрализованный вариант HTTP. | В активной разработке                  |
| Brave                                                                   | 2016       |                | Brave Software        | Windows, MacOS, Linux   | Веб-браузер со свободным и открытым исходным кодом на основе веб-браузера Chromium на движке Blink, анонсированный соучредителем корпорации Mozilla Project и создателем JavaScript Бренданом Эйхом. | В активной разработке                  |
| Comodo Dragon                                                           | 2010       | США            | Comodo                |                         | Проверка сайтов на наличие интернет-угроз, встроенный сервис PrivDog. | В активной разработке                  |
| CoolNovo                                                                | 2009       | Китай          | Maple Studio          |                         | Наличие возможности переключения движка браузера с Chromium на Internet Explorer. Наличие функции управления страницами браузера с помощью движений мыши. | Проект закрыт в 2015 г.                |
| Cốc Cốc                                                                 | 2013       | Вьетнам        | Cốc Cốc               |                         | Автоматическое подключение к социальным сетям Facebook и Google+ (социальные сети, официально запрещенные во Вьетнаме) без дополнительной смены DNS сервера. | В активной разработке                  |
| Epic Browser                                                            | 2010       | Индия          | Hidden Reflex         |                         | Повышенная защита приватности пользователей. Автоматически не сохраняет пароли пользователя, не записывает историю просмотра страниц, блокируется реклама. | В активной разработке                  |
| Flock                                                                   | 2005       | США            | Flock Inc             |                         | Дополнительная поддержка социальных сетей Flickr, Delicious и Twitter. | Проект закрыт в 2011 г.                |
| Vivaldi                                                                 | 2015       | Норвегия       | Vivaldi Technologies  |                         | Основные особенности браузера: упор на защиту приватности данных пользователей, встроенный блокировщик слежки и рекламы, мобильная версия, синхронизация, гибкая настраиваемость, многофункциональность. Также в браузере есть встроенный почтовый клиент, календарь и RSS-ридер . | В активной разработке                  |
| Rockmelt                                                                | 2009       | США            | Rockmelt              |                         | Дополнительная поддержка социальных сетей. Наличие кнопки «режим тишины», которая автоматически отключает пользователя от всех социальных сетей; быстрый доступ к просмотру уведомлений и сообщений из социальных сетей. | Проект закрыт в 2013 г.                |
| Sleipnir                                                                | 2011       | Япония         | Fenrir Inc.           |                         | Сортировка закладок по тегам, автоматический фильтр рекламы. | В активной разработке                  |
| SRWare Iron                                                             | 2008       | Германия       | SRWare                |                         | Повышен уровень приватности пользователей: в браузере не сохраняется информации о тексте, введенном в адресную строку; нет автоматического обновления версии программы (обновление следует производить вручную). | В активной разработке                  |
| Titan Browser                                                           | 2013       | США            | Titan Browser Corp    |                         | Дополнительная защита от вирусов, автоматическое удаление истории посещения страниц после окончания сессии. | Проект закрыт в 2013 г.                |
| Torch Browser                                                           | 2012       | Великобритания | Torch Media           |                         | Встроенный торрент-клиент, наличие функции «Video Grabber» —- скачивание/сохранение видео с любого сайта, на котором находится пользователь. | В активной разработке                  |
| Яндекс.Браузер                                                          | 2012       | Россия         | Yandex                |                         | Встроенный переводчик (поддерживает 9 языков), встроенный режим ускоренной загрузки страниц Турбо, дополнительная защита от вирусов, наличие модуля защиты «Protect». | В активной разработке                  |
| Opera                                                                   | 2013       | Норвегия       | Opera Software        |                         | Встроенная технология ускоренной загрузки страниц Opera Turbo, встроенный бесплатный VPN, функция предварительного просмотра вкладок . | В активной разработке                  |
| Orbitum                                                                 | 2012       | Россия         |                       | Windows, MacOS, Android | Дополнительная поддержка социальных сетей (в том числе русскоязычных), встроенный торрент клиент, встроенный плеер с доступом к интернет радиостанциям. | Проект заброшен                        |
| Breach                                                                  | 2013       | США            |                       |                         | Синхронизация с другими ПК, возможность изменения поведения или расширения функциональности браузера самим пользователем. | Проект закрыт в 2014 г.                |
| Нихром                                                                  | 2011       | Россия         | Рамблер               |                         | Дополнительная панель с закладками, персонализированный speed dial, состоящий из трех разделов: новости, рекомендации, сайты. Поисковая система по умолчанию — Рамблер. | Проект закрыт в 2015 г.                |
| Perk                                                                    | 2012       | США            | Jutera Labs           |                         | Встроенная систем бонусов за совершение покупок, регистрацию в играх и пр., за которые пользователь может выбрать себе подарок(совершить покупку) в специальном разделе Perk. | Проект закрыт в 2015 г.                |
| QIP Surf                                                                | 2012       | Россия         | РБК                   |                         | Фиксированная закладка для быстрого доступа к социальным сетям, встроенный плеер с доступом к интернет радиостанциям. | Проект закрыт в 2013 г.                |
| Baidu Spark (百度星火)                                                  | 2013       | Китай          | Baidu, Inc.           |                         | Встроенный торрент-клиент; просматриваемое пользователей видео открывается в дополнительном всплывающем окне. | В активной разработке                  |
| Uran                                                                    | 2012       | Россия         | uKit Group            |                         | Автоблокировка рекламы на сайтах, сделанных на бесплатных хостингах uCoz. | В активной разработке                  |
| Chromodo                                                                | 2014       | США            | Comodo                |                         | Несколько встроенных средств для обеспечения приватности и блокировки рекламы. В остальном - точная копия стандартного браузера. | Проект закрыт в 2017 г.                |
| Амиго                                                                   | 2011       | Россия         | VK                    |                         | Встроенные сервисы Mail.ru, чат на базе трёх соцсетей, существенно изменённый по сравнению со стандартным дизайн. | Проект закрыт в 2018 г.                |
| Cent Browser Архивная копия от 11 августа 2017 на Wayback Machine       | 2015       | Китай          | Cent Studio           |                         | Имеет множество дополнительных настроек, портативную версию, оптимизацию потребления памяти, управление жестами, супер перетаскивание и возможность отключения API DirectWrite для улучшения читабельности шрифтов. | В активной разработке                  |
| Спутник                                                                 | 2015       | Россия         | Ростелеком            |                         | | Поддержка прекращена 31 января 2022 г. |
| Microsoft Edge                                                          | 2019       | США            | Microsoft Corporation |                         | Браузер Microsoft Edge имеет встроенные функции, расширяющие ваш контроль над собственными данными и защищающие вашу конфиденциальность в Интернете. | В активной разработке                  |
| Atom                                                                    | 2019       | Россия         | VK                    |                         | Главными особенностями являются скорость, безопасность и приватность. | Проект закрыт 13 сентября 2024 г.      |
| Mandarin Browser                                                        | 2019       | Россия         |                       |                         | Социальный браузер главными особенностями которого является получение дополнительного дохода от просмотра рекламы. | В активной разработке                  |
| SberBrowser                                                             | 2020       | Россия         | Сбербанк              |                         | Дополнительная поддержка сервисов Сбербанка, защита пользовательских данных. | В активной разработке                  |
| Supermium                                                               | 2023       | Канада         | Shane Fournier        | Windows                 | Поддержка старых версий Windows, таких как Windows XP, Windows Server 2003, Windows Vista, Windows 7, Windows 8 и Windows 8.1. Поддержка современных веб-стандартов, современных HTTPS-протоколов и современных расширений из Chrome Web Store. Предоставление функционала как из новых версий Chromium (DirectWrite, DRM-защита Widevine в Windows 7 и более поздних версиях Windows, синхронизация с аккаунтом Google и так далее), так и из старых (протокол FTP, заголовки окон в стилях Windows Aero и Metro вместо заголовков окон в стилях Windows 10 и Windows 11, поддержка процессоров без набора инструкций SSE3 в 32-битных версиях Supermium и так далее). | В активной разработке                  |

- Sidekick (с ноября 2020 года)[28]